# Diocesi di Mossina
La diocesi di Mossina (in latino Dioecesis Mossinensis) è una sede soppressa del patriarcato di Costantinopoli e una sede titolare della Chiesa cattolica.

## Storia
Mossina, identificabile con Göslartepe nell'odierna Turchia, è un'antica sede episcopale della provincia romana della Frigia Pacaziana nella diocesi civile di Asia. Faceva parte del patriarcato di Costantinopoli ed inizialmente era suffraganea dell'arcidiocesi di Laodicea. Nel 553, con la divisione della Frigia Pacaziana, Mossina entrò a far parte della provincia ecclesiastica dell'arcidiocesi di Gerapoli.
La diocesi è documentata nelle Notitiae Episcopatuum del patriarcato di Costantinopoli fino al XII secolo.
Sono cinque i vescovi attribuiti da Michel Le Quien a questa antica diocesi. Gennadio partecipò al concilio di Calcedonia nel 451. Giovanni era presente al concilio detto in Trullo nel 692. Teofilatto assistette al secondo concilio di Nicea nel 787. Eutimio partecipò al concilio dell'869 che condannò il patriarca Fozio di Costantinopoli. Dieci anni dopo, al concilio che riabilitò Fozio, era presente il vescovo Costantino.
Dal 1933 Mossina è annoverata tra le sedi vescovili titolari della Chiesa cattolica; la sede è vacante dal 1º maggio 1975.

## Cronotassi

### Vescovi greci
- Gennadio † (menzionato nel 451)
- Giovanni † (menzionato nel 692)
- Teofilatto † (menzionato nel 787)
- Eutimio † (menzionato nell'869)
- Costantino † (menzionato nell'879)

### Vescovi titolari
- Atanasio Celestino Jáuregui y Goiri, C.P. † (3 giugno 1936 - 30 agosto 1957 deceduto)
- Oscar Sevrin, S.I. † (8 novembre 1957 - 1º maggio 1975 deceduto)